# Karali rajonu
Karali rajonu (biał. Каралі раёну, pol. Królowie dzielnicy) – drugi album studyjny białoruskiego zespołu rockowego Krambambula, wydany w 2003 roku. W nagraniu płyty gościnnie wzięli udział lider zespołu Lapis Trubieckoj Siarhiej Michałok i wokalista Neuro Dubel Alaksandr Kulinkowicz – z uwagi na ich wkład zespół na okładce albumu podpisał się żartobliwie jako Krambambula 1½.

## Lista utworów
| Nr  | Tytuł utworu                       | Oryginalna pisownia tytułu        | Długość |
| --- | ---------------------------------- | --------------------------------- | ------- |
| 1.  | „Świata krambambuli”               | «Сьвята крамбамбулі»              | 2:20    |
| 2.  | „Hości”                            | «Госьці»                          | 3:03    |
| 3.  | „Nowy hod”                         | «Новы год»                        | 3:40    |
| 4.  | „Choczasz piwa”                    | «Хочаш піва»                      | 3:15    |
| 5.  | „Rabota”                           | «Работа»                          | 4:05    |
| 6.  | „Biezalkaholnaje piwa”             | «Безалкагольнае піва»             | 3:03    |
| 7.  | „Krambambula”                      |                                   | 1:36    |
| 8.  | „Marski czaławiek”                 | «Марскі чалавек»                  | 2:44    |
| 9.  | „Staryja chipany”                  | «Старыя хіпаны»                   | 3:39    |
| 10. | „Niama”                            | «Няма»                            | 4:47    |
| 11. | „Lublu”                            | «Люблю»                           | 4:07    |
| 12. | „Hości” (wersja Jauhiena Alejnika) | «Госьці (вэрсія Яўгена Алейніка)» | 3:05    |
| 13. | „Lublu” (wersja Jauhiena Alejnika) | «Люблю (вэрсія Яўгена Алейніка)»  | 3:07    |
|     |                                    |                                   | 42:31   |

## Twórcy
- Lawon Wolski – wokal, gitara, harmonijka ustna, klawisze
- Siarhiej Michałok – wokal (utwory 1-3, 5, 9-13)
- Alaksandr Kulinkowicz – wokal (utwór 8)
- Siarhiej Kananowicz – gitara, mandolina, wokal wspierający
- Uładzisłau Pluszczau – gitara basowa, wokal wspierający
- Alaksandr Chaukin – skrzypce, klawisze, piła ręczna
- Alaksandr Bykau – perkusja